# سد باغان
سد باغان یک سد بتنی غلتکی در دست ساخت در ۱۲ کیلومتری غرب شهر انارستان شهرستان جم است که بر روی رودخانه باغان، از سرشاخه‌های اصلی رودخانه مند، قرار دارد.
رودخانه باغان تنها رودخانه آب شیرین استان بوشهر است که قابلیت آشامیدن دارد.

## اهداف ساخت سد
طبق برنامه ریزی منابع آب نهایی شده برای طرح احداث سد مخزنی باغان، اصلی ترین هدف طرح تامین آب شرب و صنعت مورد نیاز شهرستان جم است. همچنین، تامین و تنظیم آب مطمئن برای حقابه کشاورزی منطقه نیز از اهداف طرح می باشد. سد باغان به میزان ۲٫۱ میلیون مترمکعب به بخش شرب، ۶ میلیون مترمکعب صنایع و ۵ میلیون مترمکعب کشاورزی تخصیص می‌دهد.

## مشخصات سد
سد باغان را از نوع بتنی غلتکی با ارتفاع ۵۶، طول تاج ۳۱۱ متر و حجم مخزن ۳۲ میلیون مترمکعب است. متوسط آورد سالانه رودخانه باغان در محل ساختگاه سد ۲۳/۸ میلیون متر مکعب برآورد شده‌است.

## نگارخانه
.